# Демерара-Харбор-Бридж (Джорджтаун)
Демерара-Харбор-Бридж (англ. Demerara Harbour Bridge) — плавучий мост длиной 2 км через гавань Демерары к югу от столицы Гайаны Джорджтауна.

## Описание

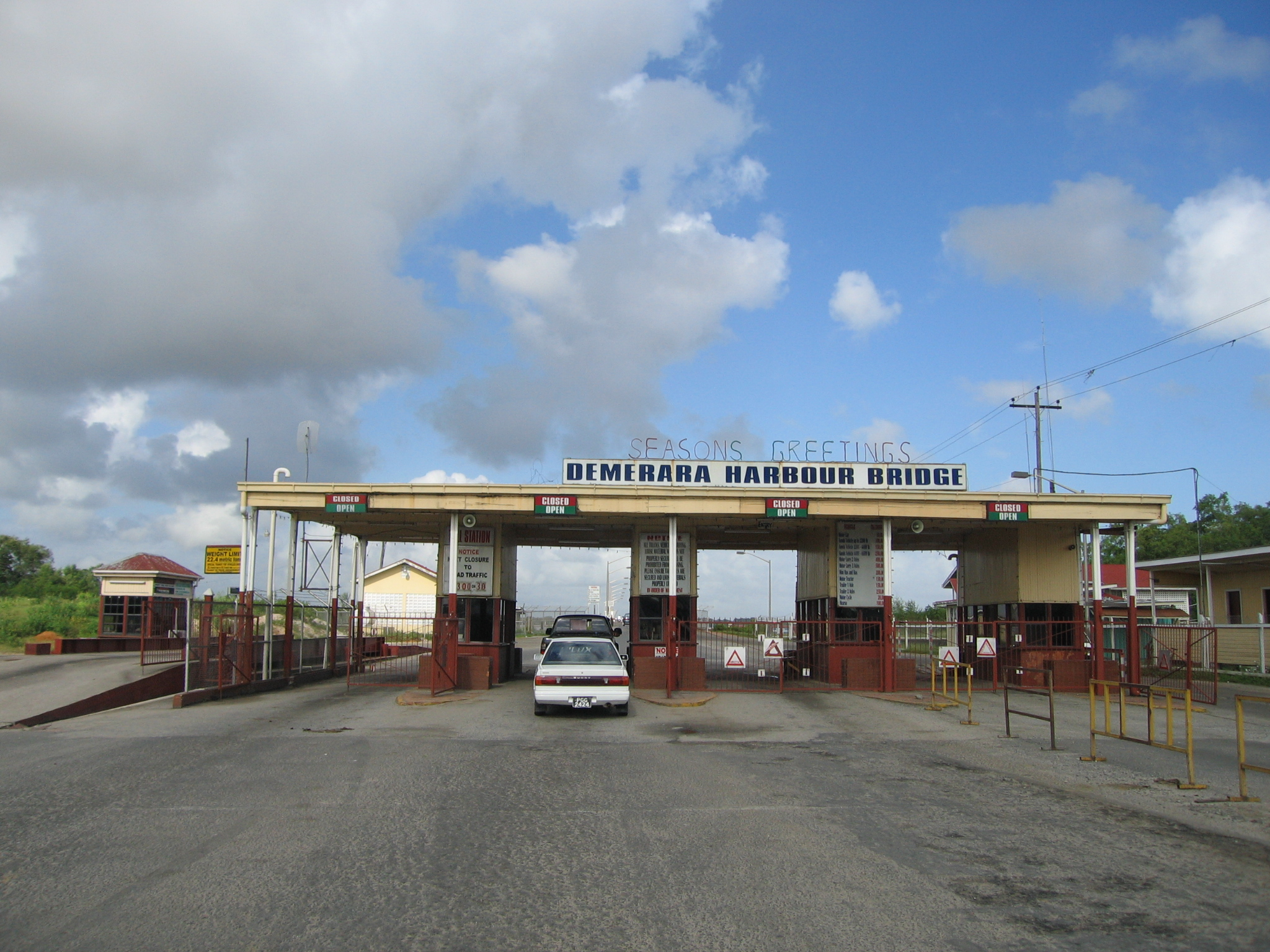
Восточный (платный) въезд на мост

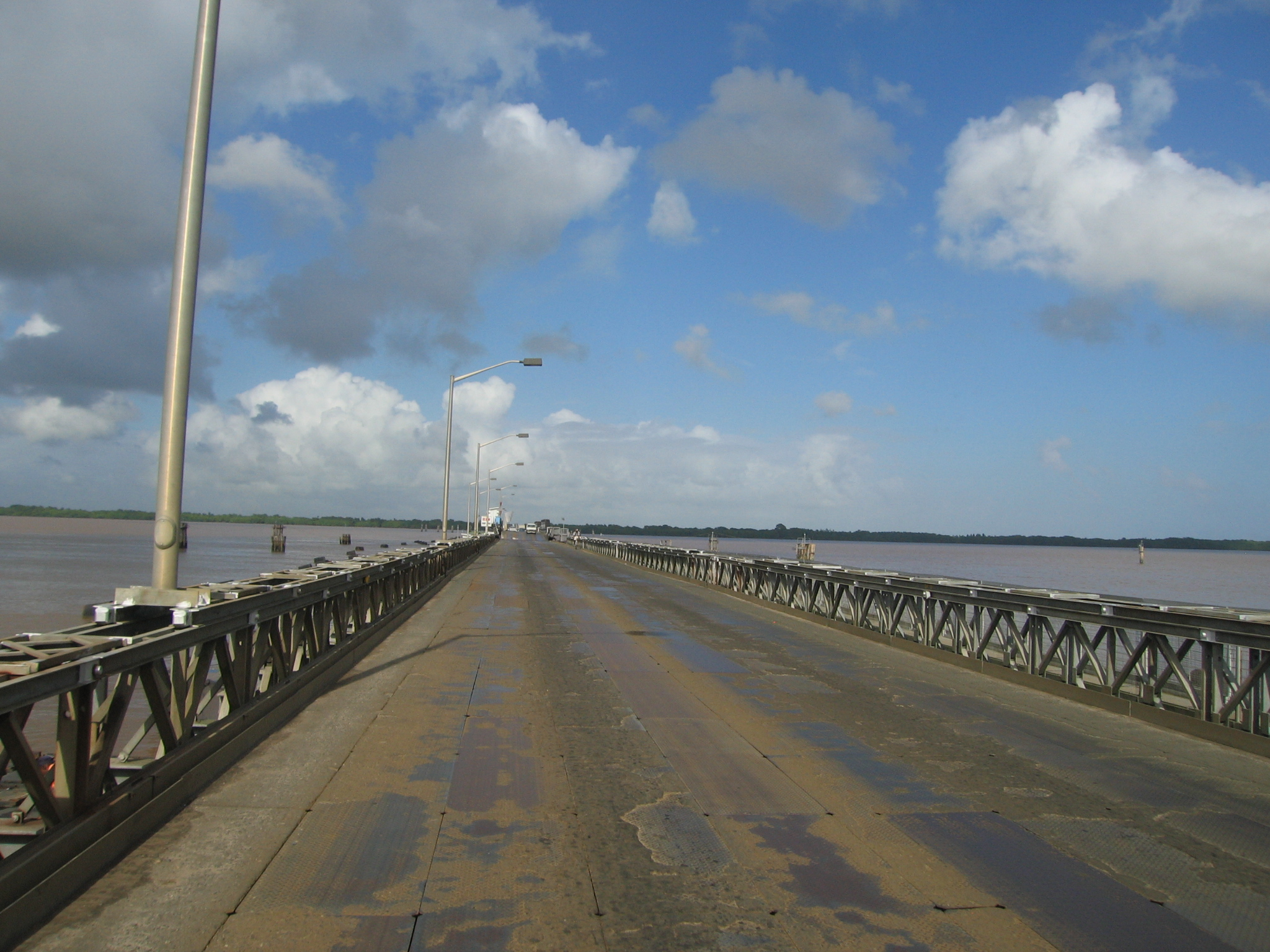
Демерара-Харбор-Бридж

Мост через гавань Демерары представляет собой двухполосный плавучий платный мост. Он был введён в эксплуатацию 2 июля 1978 года. Мост пересекает Демерару в 6,4 км к югу от Джорджтауна у городского прихода Питерс-Холла на восточном берегу Демерары до Шун-Орд на западном берегу и соединяет регионы Демерара-Махайка и Эссекибо-Айлендс-Уэст-Демерара. На мосту есть дорожка для пешеходов. Приподнятая секция позволяет проходить под мостом небольшим судам. Кроме этого, на мосту есть разводные пролёты для прохода крупных судов. Строительство моста началось 29 мая 1976 года. Британское правительство предоставило помощь в строительстве, но основной проект был сделан гайанцем Джоном Патриком Когланом. Мост был изначально рассчитан на 10 лет, но до сих пор в хорошем состоянии. Плата за проезд взимается только при въезде с восточного берега.
Мост состоит из 61 пролёта, его длина — 2,01 км. Постоянно поднятая часть — 32,0 м шириной и 7,9 м высотой, что позволяет малым судам проходить постоянно. Для крупных судов два пролёта моста со втягивающим устройством обеспечивают проход в 77,4 м.
В 2015 году через мост ежедневно проезжали 9 тыс. транспортных средств.